# Skrapan, Skövde
Skrapan eller Studentskrapan är ett bostadshus i centrala Skövde. Det invigdes 1 juli 2006. Huset har 18 våningar ovanför markytan och är 50 meter högt.
Skrapan ägs av Skövdebostäder. Det innehåller 113 studentlägenheter. Huset ligger intill Kårhuset och 200 meter från högskolan.
Den 22 oktober 2006 inträffade en dödsolycka i Skrapan, då en 15-årig flicka föll från ett fönster i skrapan.